# High and Mighty (album)
Albums de Uriah Heep
Return to Fantasy
(1975) Firefly
(1977)
Singles
1. One Way or Another
Sortie : 25 juin 1976
2. Make a Little Love
Sortie : 31 octobre 1976

High and Mighty est le neuvième album studio du groupe de hard rock anglais, Uriah Heep. Il est sorti en juin 1976 sur le label Bronze Records (Warner.Bros Records pour les USA) et a été produit par le groupe.

## Historique
Cet album est le premier du groupe enregistré aux Roundhouse Studios à Londres. En 1975, Gerry Bron producteur de Uriah Heep et patron de Bronze Records y avait ouvert son propre studio d'enregistrement à côté de la célèbre salle de concert. Le groupe y enregistra cet album entre décembre 1975 et mars 1976.
Cet album marque un tournant dans la discographie du groupe. Il est le dernier avec David Byron, chanteur depuis le premier album ainsi que John Wetton. Les deux musiciens joueront le 25 juin 1976 à Bilbao leur dernier concert avec Uriah Heep. Si John Wetton quitta le groupe pour poursuivre dans un premier temps une carrière solo, David Byron fut prié de faire ses valises dans l'interêt du groupe à cause de dissensions avec les autres membres du groupe (Ken Hensley en particulier) et de son problème avec l'alcool.
David Byron dans une interview pour le magazine hollandais Muziek Parade en octobre 1976 dira:

« Le fait que nous voulions produire nous même cet album résulta des mauvaises ventes de Return to Fantasy aux USA. Avec High and Mighty nous voulions prendre une nouvelle direction. Le problème vint du fait que nous n'avions utilisé qu'une seule source et que nous n'avions que très peu de temps pour travailler en studio du fait que nous tournions intensivement. Nous avions alors décidé de ne mettre que des chansons de Ken (Hensley) sur l'album en espérant que nous étions sur le bon chemin. Je pense que nous aurions dû utiliser les compositions de tout le monde. C'est pour ça que pour moi, High and Mighty est une déception, par exemple Mick Box ne joue que sur quelques parties de l'album »

L'album est donc plus un effort solo de Ken Hensley qu'un réel album de Uriah Heep, seul John Wetton co-signe deux chansons.
La nouvelle orientation est un album plus "pop", délaissant le côté rock progressif mélangé au hard rock des albums précédents. Le résultat fut que l'album ne convint pas grand monde, se classant seulement une semaine dans les charts anglais et encore à une modeste 55e place. Même chose pour les États-Unis, seulement une 161e place au Billboard 200.

## Liste des titres

### Version originale
- Tous les titres sont signés par Ken Hensley sauf indications.

Face 1
1. One Way or Another - 4:37
2. Weep in Silence (Hensley, John Wetton)- 5:09
3. Misty Eyes - 4:15
4. Midnight - 5:40

Face 2
1. Can't Keep a Good Band Down - 3:40
2. Woman of the World - 3:10
3. Footprints in the Snow (Hensley, Wetton) - 3:56
4. Can't Stop Singing - 3:15
5. Make a Little Love - 3:24
6. Confession - 2:16

## Musiciens
- David Byron: chant (sauf sur One Way or Another)
- Mick Box: guitare solo et rythmique, guitare acoustique 6 et 12 cordes
- Ken Hensley: claviers, guitare slide et acoustique, pedal steel, Carillon tubulaire, chant sur "One Way or Another", chœurs
- John Wetton: basse, piano électrique, mellotron, chant sur "One Way or Another", chœurs
- Lee Kerslake: batterie, percussions, chœurs

## Charts
| Pays                          | Durée du classement | Meilleur classement | Date             |
| ----------------------------- | ------------------- | ------------------- | ---------------- |
| Allemagne (GfK Entertainment) | 1 semaine           | 48e                 | 15 juillet 1976  |
| États-Unis (Billboard 200)    | 3 semaines          | 161e                | 10 juillet 1976  |
| Norvège (VG-lista)            | 17 semaines         | 4e                  | 1er juillet 1976 |
| Pays-Bas (MegaCharts)         | 2 semaines          | 14e                 | 12 juin 1976     |
| Royaume-Uni (UK Albums Chart) | 1 semaine           | 55e                 | 6 juin 1976      |
| Suède (Sverigetopplistan)     | 2 semaines          | 21e                 | 8 juin 1976      |